# Pierre Hadot
Pierre Hadot (franceză: [ado]; n. 21 februarie 1922, Paris, Île-de-France, Franța – d. 25 aprilie 2010, Orsay, Île-de-France, Franța) a fost un filosof și istoric al filosofiei francez, specializat în filosofia antică și mai ales în neoplatonism.

## Biografie
În 1944 Hadot a fost ordonat preot catolic, dar după ce Papa Pius al XII-lea a dat enciclica Humani generis (1950) a abandonat preoția. A studiat la Sorbona între 1946-1947. În 1961 a absolvit École Pratique des Hautes Études, unde a devenit director de studii din 1964 până în 1986. El a fost numit în cele din urmă profesor de istorie a gândirii eleniste și romane (chaire d'histoire de la pensée hellénistique et romaine) la Collège de France în 1982. S-a retras din această poziție în 1991 și a devenit professeur honoraire la același institut; ultima sa prelegere a fost pe 22 mai 1991. El și-a încheiat cursul spunând: „Ca ultimă observație, putem vorbi cu dificultate despre ceea ce este cel mai important.”
Hadot a fost căsătorit cu Ilsetraut Hadot, specialistă în istoria filozofiei.

## Gândire
Hadot a fost unul dintre primii autori care a făcut cunoscută gândirea lui Ludwig Wittgenstein în Franța. Hadot a sugerat că nu se poate separa forma lucrării Cercetări filozofice a lui Wittgenstein de conținutul ei. Wittgenstein a susținut că filosofia era o boală a limbii, iar Hadot a susținut că leacul necesar era un anumit tip de gen literar.
Hadot este, de asemenea, renumit pentru analizarea dezvoltării filozofiei în antichitatea greco-romană. Hadot a identificat și analizat „exercițiile spirituale”, folosite în filosofia antică (înfluențând interesul lui Michel Foucault față de astfel de practici în cel de-al doilea și al treilea volum al lucrării Istoria sexualității). Prin „exerciții spirituale” Hadot înțelege „practici ... destinate să producă o schimbare și o transformare în subiectele care le practică. Discursul profesorului de filosofie ar putea fi prezentat într-un asemenea mod că discipolul, auditorul, cititorul sau interlocutorul ar putea progresa spiritual și s-ar putea transforma el însuși în plan interior”. Hadot afirmă că elementul cheie pentru înțelegerea impulsului filosofic original trebuie găsit în scrierile lui Socrate. Ceea ce caracterizează în principal terapia socratică este importanța acordată contactului activ între ființele umane. 
Tema recurentă a lui Hadot este că filosofia din Antichitate era caracterizată printr-o serie de exerciții spirituale, menite sa transforme percepția și, prin urmare, existența celor care o practică; că filosofia este urmărită cel mai ușor într-o conversație reală și nu în texte scrise și prelegeri; și că filosofia, așa cum este predată în universitățile de astăzi, este în mare parte o denaturare a impulsului terapeutic original. El aduce aceste probleme împreună în lucrarea Qu'est-ce que la philosophie antique?, care a fost analizată critic de mai mulți autori.

## Publicații
- împreună cu P. Henry, Marius Victorinus, Traités théologiques sur la Trinité, Cerf 1960 (Sources Chrétiennes nos. 68 & 69).
- Porphyre et Victorinus. Paris, Institut d'Etudes augustiniennes, 1968. (Collection des études augustiniennes. Série antiquité ; 32–33).
- Marius Victorinus: recherches sur sa vie et ses oeuvres, 1971. (Collection des études augustiniennes. Série antiquité ; 44).
- Exercices spirituels et philosophie antique. Paris, Etudes augustiniennes, 1981. (Collection des études augustiniennes. Série antiquité ; 88). ISBN: 2-85121-039-4.
  - Philosophy as a Way of Life. Spiritual Exercises from Socrates to Foucault, cu o introducere de Arnold I. Davidson, tradusă de Michael Chase, Oxford/Cambridge, Mass., Basil Blackwell, 1995, Oxford, Blackwell's, 1995. ISBN: 0-631-18032-X.
- La citadelle intérieure. Introduction aux Pensées de Marc Aurèle. Paris, Fayard, 1992. ISBN: 2-213-02984-9.
  - The Inner Citadel: The Meditations of Marcus Aurelius, tradusă de Michael Chase, Cambridge, Mass. /London, Belknap Press of Harvard University Press, 1998. ISBN: 0-674-46171-1
- Qu'est-ce que la philosophie antique? Paris, Gallimard, 1995. (Folio essais ; 280). ISBN: 2-07-032760-4.
  - What is Ancient Philosophy?, tradusă de Michael Chase, Cambridge, Mass. /London, Belknap Press of Harvard University Press, 2002. ISBN: 0-674-01373-5
- Plotin ou la simplicité du regard ; 4e éd. Paris, Gallimard, 1997. (Folio esais ; 302). ISBN: 2-07-032965-8.
  - Plotinus or the Simplicity of Vision, tradusă de Michael Chase, cu o introducere de Arnold A. Davidson, Chicago, University of Chicago Press, 1993. ISBN: 978-0226311944
- Etudes de philosophie ancienne. Paris, Les Belles Lettres, 1998. (L'âne d'or ; 8). ISBN: 2-251-42007-X (culegere de articole).
- Marc Aurèle. Ecrits pour lui même, texte établi et traduit par Pierre Hadot, avec la collaboration de Concetta Luna. vol. 1 (general introduction and Book 1).  Paris, Collection Budé, 1998.  ISBN: 2-251-00472-6.
- Plotin, Porphyre: Études néoplatoniciennes. Paris, Les Belles Lettres, 1999. (L'âne d'or ; 10). ISBN: 2-251-42010-X (recueil d'articles).
- La philosophie comme manière de vivre. Paris, Albin Michel, 2002. (Itinéraires du savoir). ISBN: 2-226-12261-3.
  - The Present Alone is Our Happiness: Conversations with Jeannie Carlier and Arnold I. Davidson, 2nd ed. Tradusă de Marc Djaballah și Michael Chase, Stanford / Stanford University Press, 2011 (Cultural Memory in the Present). ISBN: 978-0804775434
- Exercices spirituels et philosophie antique, nouvelle éd. Paris, Albin Michel, 2002. (Bibliothèque de l'évolution de l'humanité). ISBN: 2-226-13485-9.
- Le voile d'Isis: Essai sur l'histoire de l'idée de nature. Paris, Gallimard, 2004. (NRF essais). ISBN: 2-07-073088-3.
  - The Veil of Isis: An Essay on the History of the Idea of Nature. , tradusă de Michael Chase, Cambridge, Mass. /London, Belknap Press of Harvard University Press, 2002. ISBN: 0-674-02316-1
- Wittgenstein et les limites du langage. Paris, J. Vrin, 2004. (Bibliothèque d'histoire de la philosophie). ISBN: 2-7116-1704-1.
- Apprendre à philosopher dans l'antiquité. L'enseignement du Manuel d'Epictète et son commentaire néoplatonicien (cu Ilsetraut Hadot). Paris, LGF, 2004. (Le livre de poche ; 603). ISBN: 2-253-10935-5.